# 70-та армія (СРСР)
Сімдеся́та а́рмія (70 А) (до 7 лютого 1943 — Окрема армія НКВС) — загальновійськова армія у складі Збройних сил СРСР під час німецько-радянської війни з жовтня 1942 по жовтень 1945.

## Командування
- Командувачі:
  - генерал-майор Тарасов Г. Ф. (жовтень 1942 — квітень 1943);
  - генерал-лейтенант Галанін І. В. (квітень — вересень 1943);
  - генерал-майор Шарапов В. М. (вересень — жовтень 1943);
  - генерал-лейтенант Гречкін О. О. (жовтень  — листопад 1943);
  - генерал-лейтенант Ніколаєв І. Ф. (листопад 1943 — березень 1944);
  - генерал-майор Рижов О. І. (березень — травень 1944);
  - генерал-полковник Попов В. С. (травень 1944 — до кінця війни).